# Sustentabilidade em transporte
Sustentabilidade em transporte tem a ver com o preenchimento das modernas necessidades de mobilidade, urbana e global, sem com isso pôr em causa o modo de vida de gerações futuras. Isto é, sem causar enormes danos a nível de poluição.
Hoje em dia todas as grandes cidades enfrentam graves problemas de trânsito, congestionamento, e emissão de gases nocivos à [atmosfera]. Várias cidades à escala mundial lutam agora contra este fenómeno de automobilização massiva, tentando construir cidades agradáveis de se andar e pedalar. Londres, por exemplo, cobra uma taxa considerável de dinheiro a quem queira entrar no seu centro de carro, desencorajando assim os condutores, e aumentando o movimento pedonal. Esta luta trava-se em várias frentes: o melhoramento dos transportes públicos, o melhoramento dos circuitos pedonais, a criação de vias próprias para ciclistas, a disponibilização de bicicletas e veículos não poluentes para aluguel, o pagamento de parquímetros elevados para quem traz o carro para a cidade, ou o partilhar de carros, sistemas comunitários de boleia.

## Sistemas partilhados de boleia
Já frequentemente praticados em países como os Estados Unidos, Canadá, Austrália, Alemanha ou Inglaterra (onde são conhecidos como carpooling, slugging, carsharing, etc.) os sistemas comunitários de mobilidade implicam a organização das pessoas no sentido de rentabilizar ao máximo cada veículo, reduzindo assim o número de veículos em transito, e os custos de gasolina por passageiro. Vizinhos, ou pessoas que se contactem com este fim, combinam trajectos comuns e partilham o veículo de um deles. Nos Estados Unidos, existem vias nas estradas prioritárias para estes veículos. Existe também já em Portugal o programa «Galpshare», que permite a criação de «redes sociais» através de um portal na Internet para partilha de meios de transporte (automóveis e outros) por pessoas com percursos e horários coincidentes. Também estão sendo criado sistemas onde são determinadas as placas dos carros que circularam naquele dia. 